# Municipio de Cass (condado de LaPorte)
El municipio de Cass (en inglés: Cass Township) es un municipio ubicado en el condado de LaPorte en el estado estadounidense de Indiana. En el año 2010 tenía una población de 1833 habitantes y una densidad poblacional de 19,45 personas por km².

## Geografía
El municipio de Cass se encuentra ubicado en las coordenadas 41°23′25″N 86°52′21″O / 41.39028, -86.87250. Según la Oficina del Censo de los Estados Unidos, el municipio tiene una superficie total de 94.22 km², de la cual 94.22 km² corresponden a tierra firme y (0%) 0 km² es agua.

## Demografía
Según el censo de 2010, había 1833 personas residiendo en el municipio de Cass. La densidad de población era de 19,45 hab./km². De los 1833 habitantes, el municipio de Cass estaba compuesto por el 96.67% blancos, el 0.38% eran afroamericanos, el 0.49% eran amerindios, el 0.38% eran asiáticos, el 0.05% eran isleños del Pacífico, el 0.38% eran de otras razas y el 1.64% pertenecían a dos o más razas. Del total de la población el 2.51% eran hispanos o latinos de cualquier raza.